# Liste der Bodendenkmäler in Amberg
Auf dieser Seite sind die Bodendenkmäler in der Oberpfälzer kreisfreien Stadt Amberg zusammengestellt. Diese Tabelle ist eine Teilliste der Liste der Bodendenkmäler in Bayern. Grundlage ist die Bayerische Denkmalliste, die auf Basis des Bayerischen Denkmalschutzgesetzes vom 1. Oktober 1973 erstmals erstellt wurde und seither durch das Bayerische Landesamt für Denkmalpflege geführt wird. Die folgenden Angaben ersetzen nicht die rechtsverbindliche Auskunft der Denkmalschutzbehörde.

## Bodendenkmäler der Gemeinde Amberg

### Ortsteil Amberg
| Lage              | Objekt | Akten-Nr.     | Bild |
| ----------------- | --- | ------------- | ---- |
| Amberg (Standort) | Archäologische Befunde des Mittelalters und der frühen Neuzeit in der historischen Altstadt von Amberg. | D-3-6537-0009 |      |
| Amberg (Standort) | Archäologische Befunde des Mittelalters und der frühen Neuzeit im Bereich der Katholischen Stadtpfarrkirche St. Martin in Amberg, darunter die Spuren von Vorgängerbauten bzw. älterer Bauphasen sowie des aufgelassenen Friedhofs.   | D-3-6537-0012 |      |
| Amberg (Standort) | Archäologische Befunde des Mittelalters und der frühen Neuzeit im Bereich der Katholischen Pfarrkirche St. Georg in Amberg, darunter die Spuren von Vorgängerbauten bzw. älterer Bauphasen.                                           | D-3-6537-0025 |      |
| Amberg (Standort) | Vorgeschichtlicher Bestattungsplatz mit mindestens sieben Grabhügeln. | D-3-6537-0073 |      |
| Amberg (Standort) | Vorgeschichtlicher Bestattungsplatz mit mindestens einem Grabhügel. | D-3-6537-0074 |      |
| Amberg (Standort) | Vorgeschichtlicher Bestattungsplatz mit verebneten Grabhügeln. | D-3-6537-0075 |      |
| Amberg (Standort) | Hallstattzeitlicher Bestattungsplatz mit verebneten Grabhügeln, frühmittelalterliches Reihengräberfeld. | D-3-6537-0076 |      |
| Amberg (Standort) | Bestattungsplatz der Hallstattzeit mit verebneten Grabhügeln. | D-3-6537-0077 |      |
| Amberg (Standort) | Mittelalterlicher Turmhügel Schanzl. | D-3-6537-0079 |      |
| Amberg (Standort) | Verebnete frühneuzeitliche Schanze. | D-3-6537-0080 |      |
| Amberg (Standort) | Mittelalterlicher Burgstall, archäologische Befunde der frühen Neuzeit im Bereich der Katholischen Wallfahrtskirche Mariahilf und des Franziskanerklosters in Amberg, darunter die Spuren von Vorgängerbauten bzw. älterer Bauphasen. | D-3-6537-0082 |      |
| Amberg (Standort) | Mittelalterlicher Turmhügel. | D-3-6537-0083 |      |
| Amberg (Standort) | Bestattungsplatz der Mittelbronzezeit, der Hallstattzeit und der Frühlatènezeit mit verebneten Grabhügeln. | D-3-6537-0084 |      |
| Amberg (Standort) | Mittelalterliches und frühneuzeitliches Eisenerzabbaugebiet mit Stollen, Schächten und Gruben am Erzberg. | D-3-6537-0088 |      |
| Amberg (Standort) | Bestattungsplatz der Hallstattzeit. | D-3-6537-0090 |      |
| Amberg (Standort) | Endpaläolithische und mesolithische Freilandstation. | D-3-6537-0101 |      |
| Amberg (Standort) | Archäologische Befunde des Mittelalters und der frühen Neuzeit im Bereich der Katholischen Friedhofkirche St. Katharina in Amberg, darunter die Spuren von Vorgängerbauten bzw. älterer Bauphasen.                                    | D-3-6537-0122 |      |
| Amberg (Standort) | Archäologische Befunde des Mittelalters und der frühen Neuzeit im Bereich der Katholischen Filialkirche St. Sebastian in Amberg, darunter die Spuren von Vorgängerbauten bzw. älterer Bauphasen.                                      | D-3-6537-0123 |      |
| Amberg (Standort) | Archäologische Befunde der frühen Neuzeit im Bereich der Katholischen Friedhofskirche Hl. Dreifaltigkeit im Amberg, darunter die Spuren von Vorgängerbauten bzw. älterer Bauphasen.                                                   | D-3-6537-0124 |      |
| Amberg (Standort) | Archäologische Befunde des Mittelalters und der frühen Neuzeit im Bereich der sog. Frauenkirche in Amberg, darunter die Spuren einer mittelalterlichen Synagoge.                                                                      | D-3-6537-0125 |      |
| Amberg (Standort) | Archäologische Befunde der hochmittelalterlichen Stadtbefestigung von Amberg (links der Vils). | D-3-6537-0126 |      |
| Amberg (Standort) | Archäologische Befunde der spätmittelalterlichen und frühneuzeitlichen Stadtbefestigung von Amberg. | D-3-6537-0127 |      |
| Amberg (Standort) | Archäologische Befunde der hochmittelalterlichen Stadtbefestigung von Amberg (rechts der Vils). | D-3-6537-0137 |      |
| Amberg (Standort) | Archäologische Befunde des Mittelalters und der frühen Neuzeit im Bereich des ehemaligen Franziskanerklosters und der ehemaligen Kirche St. Bernhardin in Amberg.                                                                     | D-3-6537-0138 |      |
| Amberg (Standort) | Archäologische Befunde des Mittelalters und der frühen Neuzeit im Bereich der Evangelisch-Lutherischen Pfarrkirche und ehemalige Paulanerklosterkirche St. Josef in Amberg.                                                           | D-3-6537-0139 |      |
| Amberg (Standort) | Archäologische Befunde des Mittelalters und der frühen Neuzeit im Bereich der ehemalige Salesianerinnenkloster-Kirche und sog. Deutschen Schulkirche St. Augustinus in Amberg.                                                        | D-3-6537-0140 |      |
| Amberg (Standort) | Archäologische Befunde des Mittelalters und der frühen Neuzeit im Bereich des Kurfürstlichen Schlosses in Amberg. | D-3-6537-0141 |      |
| Amberg (Standort) | Archäologische Befunde des Mittelalters und der frühen Neuzeit im Bereich des ehemaligen Jesuitenkollegs in Amberg. | D-3-6537-0142 |      |
| Amberg (Standort) | Archäologische Befunde des Mittelalters und der frühen Neuzeit im Bereich der Katholischen Spitalkirche zum Hl. Geist in Amberg, darunter die Spuren von Vorgängerbauten bzw. älterer Bauphasen.                                      | D-3-6537-0148 |      |
| Amberg (Standort) | Archäologische Befunde des Mittelalters und der frühen Neuzeit im Bereich der Alten Veste in Amberg. | D-3-6537-0151 |      |
| Amberg (Standort) | Bestattungsplatz vor- und frühgeschichtlicher Zeitstellung oder des Mittelalters. | D-3-6537-0152 |      |
| Amberg (Standort) | Historischer Galgenhügel, mittelalterliche und frühneuzeitliche Richtstätte der Stadt Amberg. | D-3-6537-0203 |      |

### Ortsteil Ammersricht
| Lage                   | Objekt | Akten-Nr.     | Bild |
| ---------------------- | --- | ------------- | ---- |
| Ammersricht (Standort) | Bestattungsplatz des Mittelalters oder der frühen Neuzeit.                                                         | D-3-6537-0002 |      |
| Ammersricht (Standort) | Archäologische Befunde des Mittelalters und der frühen Neuzeit im Bereich des ehemaligen Hammerschlosses Neumühle. | D-3-6537-0109 |      |
| Ammersricht (Standort) | Mesolithische Freilandstation, vorgeschichtliche Siedlung.                                                         | D-3-6537-0110 |      |
| Ammersricht (Standort) | Mesolithische Freilandstation, latènezeitliche Siedlung.                                                           | D-3-6537-0111 |      |

### Ortsteil Gailoh
| Lage              | Objekt | Akten-Nr.     | Bild |
| ----------------- | --- | ------------- | ---- |
| Gailoh (Standort) | Vorgeschichtlicher Bestattungsplatz mit ehemals mindestens einem Grabhügel, daraus Funde der Frühlatènezeit.                                                                  | D-3-6536-0068 |      |
| Gailoh (Standort) | Hallstattzeitlicher Bestattungsplatz mit Grabhügeln. | D-3-6536-0069 |      |
| Gailoh (Standort) | Mittelalterlicher Burgstall. | D-3-6536-0070 |      |
| Gailoh (Standort) | Abschnitt der Kurbayerischen Landesdefensionslinien (1702/1703) mit Wall, Graben und einer Redoute.                                                                           | D-3-6536-0071 |      |
| Gailoh (Standort) | Archäologische Befunde der frühen Neuzeit im Bereich der Katholischen Filialkirche Mariä Schnee in Atzlricht, darunter die Spuren von Vorgängerbauten bzw. älterer Bauphasen. | D-3-6536-0121 |      |
| Gailoh (Standort) | Mittelalterliche und frühneuzeitliche Wüstung Rammertshof. | D-3-6536-0126 |      |
| Gailoh (Standort) | Archäologische Befunde des abgegangenen frühneuzeitlichen Hofmarkschlosses von Atzlricht.                                                                                     | D-3-6536-0135 |      |
| Gailoh (Standort) | Frühneuzeitliche Wüstung Rammertshofermühl. | D-3-6536-0138 |      |
| Gailoh (Standort) | Mesolithische Freilandstation. | D-3-6537-0198 |      |
| Gailoh (Standort) | Mesolithische Freilandstation, bronzezeitliche Siedlung. | D-3-6537-0199 |      |

### Ortsteil Gärmersdorf
| Lage                   | Objekt | Akten-Nr.     | Bild |
| ---------------------- | --- | ------------- | ---- |
| Gärmersdorf (Standort) | Vorgeschichtlicher Bestattungsplatz mit mindestens vier Grabhügeln. | D-3-6537-0015 |      |
| Gärmersdorf (Standort) | Bestattungsplatz des Mittelalters oder der frühen Neuzeit. | D-3-6537-0028 |      |
| Gärmersdorf (Standort) | Vorgeschichtliche Siedlung. | D-3-6537-0051 |      |
| Gärmersdorf (Standort) | Archäologische Befunde des Mittelalters und der frühen Neuzeit im Bereich der Katholischen Nebenkirche St. Johannes Baptist in Krumbach, darunter die Spuren von Vorgängerbauten bzw. älterer Bauphasen. | D-3-6537-0113 |      |

### Ortsteil Karmensölden
| Lage                    | Objekt | Akten-Nr.     | Bild |
| ----------------------- | --- | ------------- | ---- |
| Karmensölden (Standort) | Mesolithische Freilandstation.                                                                                  | D-3-6536-0099 |      |
| Karmensölden (Standort) | Verebneter Abschnitt der Kurbayerischen Landesdefensionslinien (1702/1703) mit einer Redoute und einer Flesche. | D-3-6536-0110 |      |
| Karmensölden (Standort) | Mesolithische Freilandstation.                                                                                  | D-3-6536-0142 |      |
| Karmensölden (Standort) | Mesolithische Freilandstation.                                                                                  | D-3-6536-0143 |      |

### Ortsteil Poppenricht
| Lage                   | Objekt                         | Akten-Nr.     | Bild |
| ---------------------- | ------------------------------ | ------------- | ---- |
| Poppenricht (Standort) | Mesolithische Freilandstation. | D-3-6536-0132 |      |

### Ortsteil Raigering
| Lage                 | Objekt                                                                                    | Akten-Nr.     | Bild |
| -------------------- | ----------------------------------------------------------------------------------------- | ------------- | ---- |
| Raigering (Standort) | Archäologische Befunde des abgegangenen frühneuzeitlichen Hofmarkschlosses von Raigering. | D-3-6537-0149 |      |

### Ortsteil Traßlberg
| Lage                 | Objekt                                                                                              | Akten-Nr.     | Bild |
| -------------------- | --------------------------------------------------------------------------------------------------- | ------------- | ---- |
| Traßlberg (Standort) | Abschnitt der Kurbayerischen Landesdefensionslinien (1702/1703) mit Wall, Graben und einer Flesche. | D-3-6537-0081 |      |